# Castello di Kärlich
Il castello di Kärlich (in tedesco: Schloss Kärlich) è stato una residenza di caccia dei principi-arcivescovi di Treviri, posto presso la cittadina di Mülheim-Kärlich. Esso è stato distrutto durante la calata delle truppe rivoluzionarie francesi in Germania nel 1794.

## Storia
Il castello di caccia di Kärlich risale con tutta probabilità al XIV secolo quando esso era una fortezza costruita presumibilmente per ordine dell'arcivescovo Baldovino di Lussemburgo. Contrariamente a quanto si è creduto per lungo tempo, esso probabilmente non insisteva sulla pianta del castello costruito in seguito, dal momento che quello realizzato all'epoca dell'arcivescovo Giovanni II di Baden intorno al 1480 era una vera e propria residenza di caccia che andò ad affiancare di fatto il fortilizio esistente. Il castello venne poi completamente distrutto durante la guerra dei trent'anni nell'estate del 1635, assieme a gran parte della cittadina di Kärlich.
Quasi 20 anni dopo, tra il 1654 ed il 1660, Karl Kaspar von der Leyen avviò la costruzione di un nuovo castello come residenza di caccia. Il castello venne ampiamente sfruttato anche dai suoi successori come luogo di villeggiatura e per feste legate prevalentemente al passatempo stagionale della caccia. Clemente Venceslao di Sassonia, come del resto sua sorella Maria Cunegonda, visitarono spesso il castello e da qui la coppia partì insieme per portarsi a Bonn per sfuggire all'avanzata delle truppe rivoluzionarie francesi, il 21 ottobre 1792, tornandovi nuovamente per un breve periodo nel 1793 e nuovamente fuggendo ad Augusta il 5 ottobre 1794. Le truppe francesi al comando del generale François Séverin Marceau distrussero il complesso nei giorni 22 e 23 ottobre 1794 assieme al parco circostante; le rovine del castello vennero utilizzate dai cittadini di Kärlich e Mülheim per ricavarne materiale da costruzione. Il castello sorgeva a pochi metri a sud dell'odierna scuola elementare di Kärlich. Dal 1804 o dal 1806 sino al 1810 (a seconda delle fonti), lo stato francese vendette all'asta le terre occupate dal castello a quattro cittadini del posto.
Il 10 agosto 1784, Clemente Venceslao, come elettore ed arcivescovo di Treviri, aveva ordinato sacerdote il futuro martire Franz Josef Pey nella cappella del castello di Kärlich.

## Descrizione

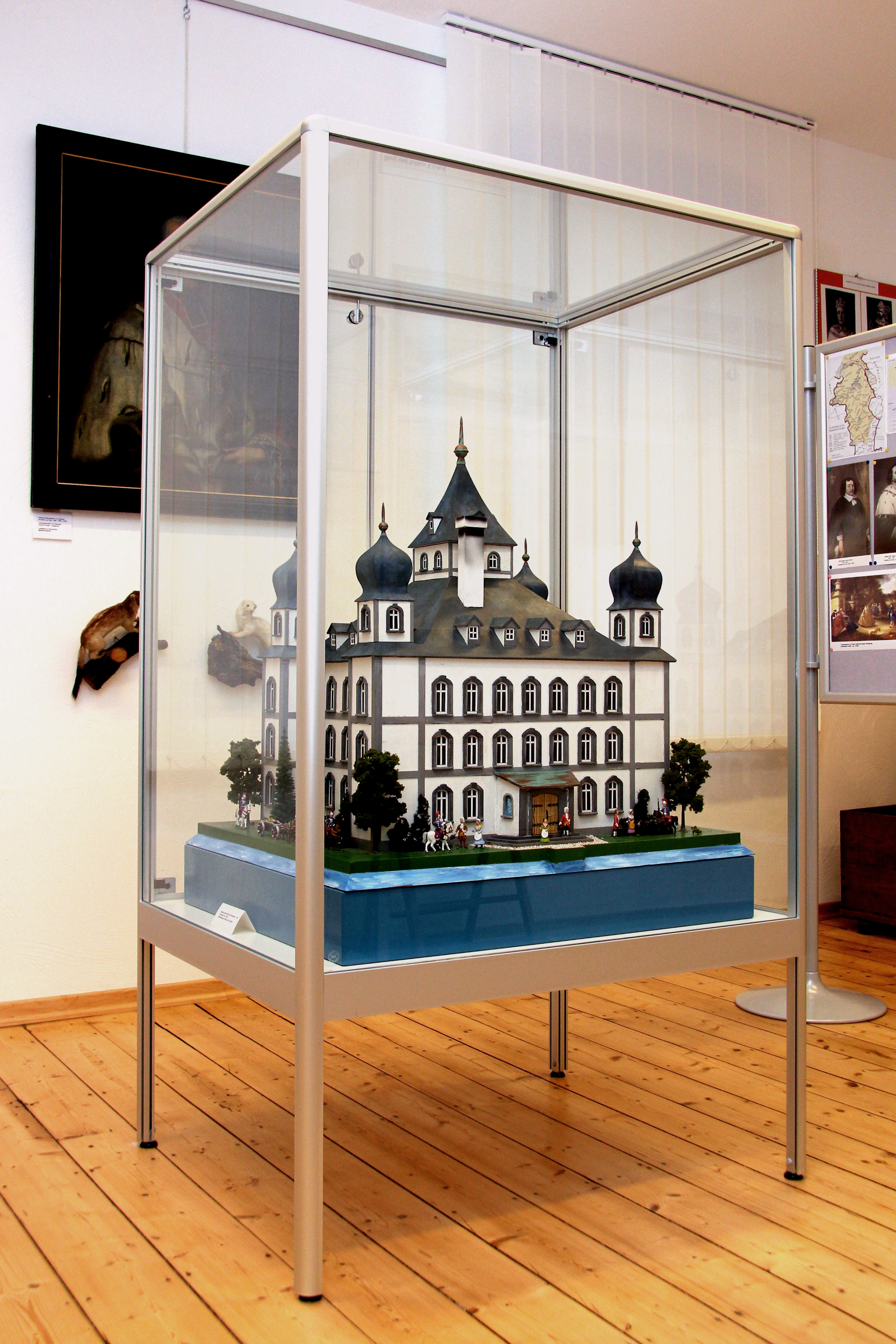
Modellino del castello presso il museo storico cittadino

Il castello si presentava con una struttura quadrangolare con lunghezze laterali di circa 23 e 19 metri rispettivamente. Al centro vi era un'alta torre in forma di mastio, mentre agli angoli vi erano delle piccole torrette con coperture alla francese. Le finestre con architravi piatti erano di stile rinascimentale. L'edificio era articolato su tre piani con sale e stanze e una piccola cappella posta all'ultimo piano. Lo scalone era posto nell'angolo sud-ovest dell'edificio. Nel 1778 Clemente Venceslao aveva già fatto riempire il fossato che circondava il castello che era largo circa 20 metri, ma che emanava miasmi a lui insopportabili.

## Il giardino
Un primo giardino annesso al castello venne progettato già all'epoca di Karl Kaspar von der Leyen. Il sito, in gran parte progettato dalla famiglia Willmart, si estendeva su una superficie di circa 50 acri e copriva l'attuale Burgstraße a est fino all'odierna Poststraße nel distretto di Mülheim ed a sud si portava sino alla Kärlicher o alla Mülheimer Straße. Il giardino era di stile barocco realizzato sul modello di quello della reggia di Versailles con rocailles, siepi, labirinti, fontane, ecc.; l'acqua necessaria al funzionamento dei giochi proveniva dal Mülheimer Bach. Nel 1722 venne costruita anche un'orangerie. Clemente Venceslao di Sassonia ampliò ulteriormente il parco del castello a partire dal 1783, sotto la direzione dell'architetto paesaggista barone Joseph Heinrich von Thünnefeld che ristrutturò il giardino esistente con uno stile all'inglese per circa 35 ettari ulteriori di parco, sino al confine con Bassenheim. All'interno del parco, inoltre, vennero realizzati alcuni edifici come ad esempio un piccolo tempio progettato da Johann Andreas Gärtner nel 1788 e nel 1790 un vero e proprio tempio neoclassico (detto Pantheon) su disegno di François Ignace Mangin.